# Eutelia rufatrix
Eutelia rufatrix là một loài bướm đêm trong họ Noctuidae.